# Montechiarugolo
Montechiarugolo is een gemeente in de Italiaanse provincie Parma (regio Emilia-Romagna) en telt 9590 inwoners (31-12-2004). De oppervlakte bedraagt 48,0 km², de bevolkingsdichtheid is 189 inwoners per km².
De volgende frazioni maken deel uit van de gemeente: Vedi elenco.

## Demografie
Montechiarugolo telt ongeveer 3978 huishoudens. Het aantal inwoners steeg in de periode 1991-2001 met 6,9% volgens cijfers uit de tienjaarlijkse volkstellingen van ISTAT.
| Jaar | Inwoneraantal |
| ---- | ------------- |
| 1991 | 8326          |
| 2001 | 8903          |

## Geografie
Montechiarugolo grenst aan de volgende gemeenten: Montecchio Emilia (RE), Parma, San Polo d'Enza (RE), Sant'Ilario d'Enza (RE), Traversetolo.

## Kasteel
In Montechiarugolo bevindt zich een kasteel, dat tijdens de Tweede Wereldoorlog dienstdeed als gevangenis. Het was een civiel interneringskamp voor Engelsen en Amerikanen, maar ook Engelandvaarders Frits Snapper en Henri Franken zaten hier sinds mei 1943. Er was een grote bibliotheek waar de gedetineerden gebruik van mochten maken. Ook mocht er naar de BBC geluisterd worden.

Nadat Mussolini op 25 juli 1943 door Badoglio was opgevolgd en deze op 8 september 1943 capituleerde, ontstond er chaos in het kasteel. De meeste gevangenen slaagden erin te ontsnappen. Snapper en Franken werden een dag later weer opgepakt, naar een beter bewaakte kazerne in Reggio gebracht en later naar een kamp in Bagnolo in Piano.

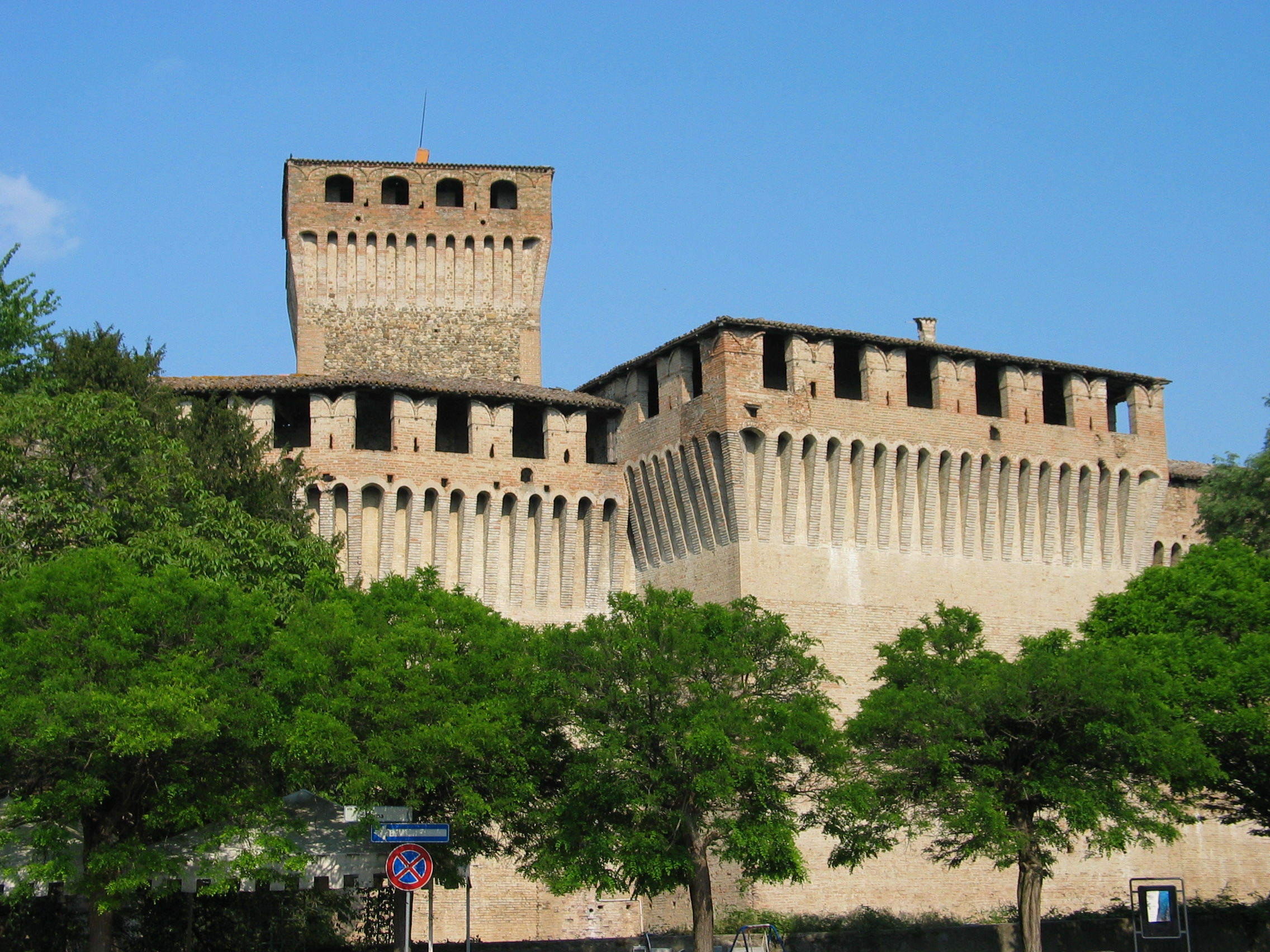
Kasteel